# Estación de Naranjo

## Historia
La estación edificada sobre la línea del Ferrocarril México Cuernavaca y el Pacífico, cuyos trabajos de construcción estuvieron a cargo del Ing. J.H. Hampson, los cuales se iniciaron a partir de la Ciudad de México en 1893. La primera locomotora llegó a Cuernavaca el 1 de diciembre de 1897. La construcción continuó y el 16 de junio de 1898 se puso en servicio el tramo que fue más allá de la Estación Vista y del poblado de Iguala. 
En 1899, esta línea con 192 kilómetros llegó a las márgenes del Río Balsas sin que nunca pudiera darse continuidad al proyecto de llegar a la costa del Pacífico por esta vía. En 1902 el Ferrocarril de México a Cuernavaca pasó a ser parte del sistema del Ferrocarril Central Mexicano y en 1908 al fusionarse éste con el Ferrocarril Central Mexicano.